# Caesar IV
Caesar IV is een stedenbouwsimulatiespel van Sierra Entertainment waarbij de speler de opdracht krijgt een stad te stichten op het door Julius Caesar aangewezen gebied. Het startkapitaal is afhankelijk van de gekozen moeilijkheidsgraad. Het accent ligt op het drijven van handel met buursteden en het leveren van goederen aan Rome als daarom gevraagd wordt.
In vergelijking met Caesar III zijn de volgende verbeteringen toegevoegd:
- 3D met camera. Men kan de stad traploos bijdraaien, in plaats van in stappen van 90 graden;
- straten en gebouwen kunnen schuin aangelegd worden;
- weerseffecten;
- afkopen van aanvallen van vijandelijke troepen;
- afwisseling van dag en nacht.